# Taumacera
Taumacera is een geslacht van kevers uit de familie bladkevers (Chrysomelidae).
De wetenschappelijke naam van het geslacht werd in 1814 gepubliceerd door Thunberg.

## Soorten
- Taumacera costatipennis (Jacoby, 1896)
- Taumacera cyanipennis (Kollar & Redtenbacher, 1848)
- Taumacera dekatevi Reid, 2001
- Taumacera deusta Thunberg, 1814
- Taumacera doisuthepica Kimoto, 1989
- Taumacera drescheri (Weise, 1922)
- Taumacera duri Mohamedsaid, 2001
- Taumacera evi Reid, 1999
- Taumacera fulvicollis (Jacoby, 1881)
- Taumacera gracilicornis (Gressitt & Kimoto, 1963)
- Taumacera laevipennis (Jacoby, 1886)
- Taumacera laosensis Kimoto, 1989
- Taumacera martapurensis Mohamedsaid, 1998
- Taumacera midtibialis Mohamedsaid, 1998
- Taumacera mohamedsaidi Reid, 1999
- Taumacera nigripennis (Jacoby, 1899)
- Taumacera pakistanica Kimoto, 2004
- Taumacera philippina (Weise, 1913)
- Taumacera rufofuscus (Clark, 1865)
- Taumacera subapicalis Mohamedsaid, 1993
- Taumacera sucki (Weise, 1922)
- Taumacera tibialis Mohamedsaid, 1994
- Taumacera warisan Mohamedsaid, 1998
- Taumacera zhenzhuristi (Ogloblin, 1936)